# Sylvie Guillem
Scènes principales
Opéra de Paris
 Royal Opera House à Covent Garden, Londres
Sylvie Guillem est une danseuse française, née le 23 février 1965 à Paris.
Elle est étoile du ballet de l'Opéra national de Paris et du Royal Ballet de Londres.
Elle est considérée comme l'une des plus grandes ballerines,,.
Elle est nommée étoile par Rudolf Noureev le 29 décembre 1984, à l'âge de 19 ans, à l'issue d'une représentation du Lac des cygnes. La nomination d'une étoile aussi jeune est sans précédent dans l'histoire du ballet de l'Opéra de Paris.
Sur scène, d'après Pierre Lacotte, elle a une présence tout à fait exceptionnelle, dotée d'une souplesse extraordinaire, combinée à  une grande vigueur,.
En 2015, elle met fin à sa carrière de danseuse par une tournée mondiale d'adieux qui se conclut le 31 décembre par une représentation de  « Life in Progress » à Tokyo,.

## Biographie

### Débuts
Sylvie Guillem est formée à la gymnastique de compétition par sa mère jusqu'en 1976.
A l'âge de 11 ans, elle est présélectionnée dans l'équipe de France, appelée à préparer les jeux Olympiques de Moscou. Lors d'un échange entre les deux formations: l'Equipe Nationale de gymnastique et l'école de danse de l'Opéra de Paris, Sylvie Guillem est sélectionnée pour passer une année dans la prestigieuse école,. Elle découvre alors la danse qui devient une révélation lorsqu'elle monte sur scène en fin d'année. Claude Bessy, alors directrice de l’école de danse de Opéra de Paris, remarque son talent et ses capacités exceptionnelles. Cette même année, elle devient " Petit rat " de l’Opéra de Paris.

### Dans le ballet de l'Opéra national de Paris
Elle est engagée dans le corps de ballet en 1981 à l'âge de 16 ans. En 1982, elle devient coryphée puis sujet l'année d'après. Dès 1983, elle remporte la médaille d'or au Concours international de ballet de Varna en Bulgarie. Le 24 décembre 1984, Sylvie Guillem devient première danseuse pour une durée de seulement 5 jours puisqu'une nouvelle nomination suivra. A seulement 19 ans, elle est nommée danseuse étoile par Rudolf Noureev le 29 décembre 1984, à l'issue de son interprétation du Lac des cygnes dans le double rôle d'Odette/Odile. Sylvie Guillem devient la plus jeune étoile du Ballet de l'Opéra de Paris que Noureev ait nommée lorsqu'il était à sa tête.
Une série de premiers rôles suit cette nomination, parfois avec Rudolf Noureev lui-même comme partenaire. Durant une grande partie de sa carrière au sein de l'Opéra de Paris en tant qu'étoile, elle a comme répétitrice Ghislaine Thesmar.
In the middle somewhat elevated, créée pour elle en 1987 par William Forsythe, sera le déclic pour une nouvelle orientation de sa carrière avec une autre façon de bouger et d'être.

### Départ de Paris à Londres
Estimant que le statut de danseuse étoile à l'Opéra de Paris ne lui donne pas suffisamment l'occasion de « danser », et que le registre des interprétations est trop étroit, elle demande à Rudolf Noureev de lui accorder le statut de « danseuse étoile invitée ». Noureev refuse d'accéder à sa demande. Elle quitte alors l'Opéra, en 1989, pour se consacrer à une carrière internationale. Le départ de Sylvie Guillem de l'Opéra de Paris en 1989 fait scandale en France . L'affaire est même traitée à l'Assemblée nationale et Jack Lang, ministre de la Culture de l'époque, est interpellé par des députés sur cette question.
Sylvie Guillem entre au Royal Ballet de Londres le 14 avril 1989, en tant qu'étoile invitée permanente. Sa réputation est comparable à celle de Rudolf Noureev. Mal comprise par certains, Sylvie Guillem est considérée comme capricieuse, refusant de manger à la cantine de la compagnie ou encore n'accordant l'exclusivité de ses photos ou interviews qu'à un certain nombre de journalistes ou de photographes.
Le directeur du Royal Ballet Anthony Dowell, un peu frustré lors de sa rencontre avec Sylvie Guillem, lui attribue le surnom de « Mademoiselle Non »,.
Lorsque ce sujet est abordé dans une interview, Sylvie Guillem explique que les danseurs ont tendance à être trop obéissants, parce qu'ils sont forgés tôt à une grande discipline du corps. Sûre d'elle, elle dit « non » très jeune à des attitudes qu'elle juge ampoulées. On l'a qualifiée aussitôt de danseuse capricieuse, froide, incapable d'interpréter, alors qu'elle était tout à fait l'inverse.

Anthony Dowell dit rétrospectivement : 

« Avec Sylvie, il n'y avait aucune limite. »

Sylvie Guillem a une vision artistique sans compromis et respecte beaucoup Anthony Dowell. Elle dit qu'il est l'une des trois personnes avec lesquelles elle peut parler de danse.

### Carrière internationale
Sylvie Guillem collabore ensuite avec les chorégraphes William Forsythe dont elle apprécie la modernité et la vitesse de travail, Maurice Béjart, Mats Ek puis Russell Maliphant qui apportent une nouvelle direction à sa carrière. Béjart lui permet de développer sa sensibilité envers la danse moderne. En 2001, il dit qu'elle est une "extraterrestre". Ek et Maliphant créent pour elle des solos et des duos permettant à ses capacités techniques hors du commun de s'exprimer dans le champ de la danse contemporaine. Elle est notamment connue pour son fameux "six o'clock" (pied à l'oreille) et ses jambes extraordinairement mobiles qui balaient l'espace malgré leur extrême longueur.
En 2006, elle rejoint le Sadler's Wells Theatre à Londres. Sylvie Guillem collabore et danse avec Akram Khan dans Sacred Monsters que le chorégraphe britannique écrit à sa demande. En février 2009, elle présente Eonnagata, une création avec Robert Lepage et Russell Maliphant.
De 2010 à 2013, Sylvie Guillem interprète 6 000 Miles Away au Sadler's Wells Theatre, un spectacle créé pour elle par Mats Ek et William Forsythe avec Nicolas Le Riche pour partenaire,.

## Ballets et rôles
- Au tout début de sa carrière, Sylvie Guillem danse Le Corsaire avec Patrick Dupond[31].
- L'un de ses plus grands rôles est Le Boléro de Maurice Béjart[32],[33],  dernière pièce dansée lors du concert de la Saint-Sylvestre d'une chaîne de télévision japonaise, le 31 décembre 2015, synchronisée pour terminer officiellement sa carrière à exactement la dernière seconde de l'année[34].
- Rôle principal dans le ballet Les Deux pigeons, avec Laurent Hilaire, en 1981[35], premier spectacle devant un public étranger donné au Japon.
- Rôle principal dans Grand pas classique de Victor Gsovsky avec Manuel Legris qui devient l'une des pièces "signature" de Sylvie Guillem[36].
- Elle interprète la pièce Smoke Mats avec Niklas Ek, en 1995[37].
- Elle danse l'une des grandes variations de la claque de Raymonda, chorégraphié par Rudolph Noureev[38].
- Elle s'illustre aussi, en danse contemporaine, dans la pièce In the middle, Somewhat elevated de William Forsythe, avec Laurent Hilaire[39].
- Rôle principal dans Giselle avec le Ballet national de Finlande, pour lequel elle s'initie à la création[40].
- Rôle de Kitri dans le ballet Don Quichotte, travaillé avec Ghislaine Thesmar[41], avec Roberto Bolle comme partenaire[42].
- Grand rôle classique de Manon, avec Laurent Hilaire comme partenaire, dans le ballet éponyme de Kenneth MacMillan.
- Sylvie Guillem, muse de Maurice Béjart, danse Arepo, avec Manuel Legris.
- Création en collaboration avec Akram Khan de la pièce Sacred Monsters[43],[44].
- Rôle principal dans La Bayadère de Rudolf Noureev avec Laurent Hilaire[45].
- Elle danse avec Adam Cooper le Herman Schmerman Full Pas de deux de William Forsythe[46].
- Avec Nicolas Le Riche, elle danse un extrait d'Appartement de Mats Ek[47].
- Elle danse une variation de Paquita, en 1984[48].
- Elle interprète Mouvement, Rythme, Etude de Maurice Béjart avec Eric Vu An, en 1985[49].
- Rôle principal dans le Lac des Cygnes avec Manuel Legris qui lui vaut d'être nommée Étoile par Rudolf Noureev le 29 décembre 1984[50],[51].
- Rôle-titre dans Cendrillon chorégraphié par Rudolf Noureev pour l'étoile, en 1986[52],[53].
- Dans La Dame aux camélias de John Neumeier, elle danse le "Black Pas de deux" avec Nicolas Le Rich.
- Elle danse l'Adage à la Rose de La Belle au bois dormant, au Royal Ballet de Londres.
- Dans Notre-Dame de Paris de Roland Petit, elle interprète Esmeralda avec Cyril Atanassoff, en 1988[54].
- Sylvie Guillem danse Here and After de Russell Maliphant avec Emanuela Montanari[55].
- Avec l'italien Massimo Murru, elle interprète Marguerite et Armand de Frederick Ashton[56].
- Elle collabore avec Jonathan Burrows notamment dans Blue Yellow [57].
- Elle interprète une pièce méconnue en France: Continuo d'Antony Tudor avec Laurent Hilaire[58].
- En fin de carrière, elle collabore avec Russell Maliphant, qui a notamment créé pour elle la pièce Push.
- Sylvie Guillem conclut son dernier spectacle par un solo dans la création Bye de Mats Ek [59].

### Les adieux à la scène avec une tournée mondiale
En novembre 2014, Sylvie Guillem annonce dans une interview qu'elle mettra fin à sa carrière de danseuse en 2015, année durant laquelle elle fêtera son 50e anniversaire. Elle entame une tournée d'adieux intitulée Life in Progress, qui la conduit notamment à Athènes, Moscou, Londres, Gênes, Barcelone, Sydney, Paris, Pékin, Shanghai, New-York et s'achève au Japon,.
Cette tournée comprend deux créations : Techne, un solo d'Akram Khan et Here & After, un pas de deux de Russell Maliphant et deux reprises : Bye conçue par le Suédois Mats Ek pour elle en 2011 et Duo, une pièce signée William Forsythe et interprétée par deux danseurs masculins de The Forsythe Company,.

Elle explique ainsi sa décision d'arrêter : 

« Tout simplement parce que je souhaite arrêter heureuse en faisant ce que je fais, comme je l'ai toujours fait, avec passion et fierté."
Elle confie aussi : « Parce que je ne veux pas me décevoir, ni décevoir le public. Parce que je n'ai pas envie d'être mal jugée, moins aimée... Je préfère arrêter avant qu'il ne soit trop tard, avant qu'on ne décide pour moi. Il faut une fin claire et nette. »

### Vie personnelle
Sylvie Guillem vit depuis de nombreuses années avec le photographe Gilles Tapie.
A 15 ans, elle découvre le Japon, pays qu'elle aime particulièrement.
Elle milite auprès de l'association de protection de la faune marine Sea Shepherd Conservation Society. Elle est végane depuis 2010.
Elle participe en 2015 à la campagne de l'association de protection animale PETA « Picture Yourself Strong and Healthy. Go Vegan »,. En 2017, elle apparaît dans la vidéo promotionnelle du Veggie Challenge, une campagne de l'association L214 qui encourage à tester le véganisme pendant 21 jours.

## Récompenses et distinctions
Sylvie Guillem a remporté de multiples distinctions tout au long de sa carrière, elle a foulé les planches des plus grands théâtres, dont le Théâtre Mariinsky de Saint-Pétersbourg et l'American Ballet Theatre de New York.
- 1983 : Prix spécial au Concours international de ballet de Varna[70][source insuffisante]
- 1984 : Prix du Cercle Carpeaux[71]
- 1988 : Prix Andersen de meilleure danseuse (Copenhague)
- 1988 : Grand Prix national de danse
- 1989 : Grand Prix Pavlova de la Danse du Ministère de la culture
- 1993 : Médaille de Vermeil de la Ville de Paris
- 1994 :  Chevalière de la Légion d'honneur, distinction remise par François Mitterrand[72].
- 2000 : Gente Dame d'Honneur des Hospitaliers de Pomerol
- 2001 : Prix Nijinski
- 2003 :  Officière de l'ordre national du Mérite
- 2003 :  Honorary Commander of the Most Excellent Order of the British Empire[73], distinction décernée par la reine Elisabeth II.
- 2009 :  Officière de la Légion d'honneur, décorée par Nicolas Sarkozy[74].
- 2012 : Lion d'or d'honneur de la Biennale de Venise pour l'ensemble de sa carrière[75]
- 2014 :  Commandeure de l'ordre national du Mérite[76]
- 2015 : Laurence Olivier Awards : Society Special Award
- 2015 : Praemium Imperiale[77], distinction remise des mains de la princesse Hanako, épouse du frère cadet de l'empereur du Japon
- 2015 : South Bank Sky Arts Award - Lifetime Outstanding Achievement[78]
- 2018 : Prix Benois de la Danse pour l'ensemble de sa carrière[79]
- 2019 :  Commandeure de l'ordre des Arts et des Lettres[80]

### Filmographie
- Portrait de la nouvelle danseuse étoile à l'Opéra de Paris, Sylvie Guillem (19 ans), documentaire ; vidéo sur le site de l'Institut national de l'audiovisuel (3 min 11 s) réalisée le 2 janvier 1985 par Jean Pierre Quinson et Jean Rey pour Antenne 2
- Sylvie Guillem au travail, documentaire de 52 min réalisé en 1988 par André S. Labarthe
- Evidentia (film documentaire de 84 minutes réalisé par Mats Ek, Thomas Lovell Balogh, Adam Roberts, Ha Van, Gunilla Wallim) (présentation en ligne)
- Guillem, documentaire de 52 min réalisé pour Arte en 2000 par Françoise Ha Van Kern
- Marguerite et Armand, film réalisé en 2003 par Françoise Ha Van Kern
- Guillem on the Edge, film réalisé en 2009 par Françoise Ha Van Kern